# Sanremo-Festival

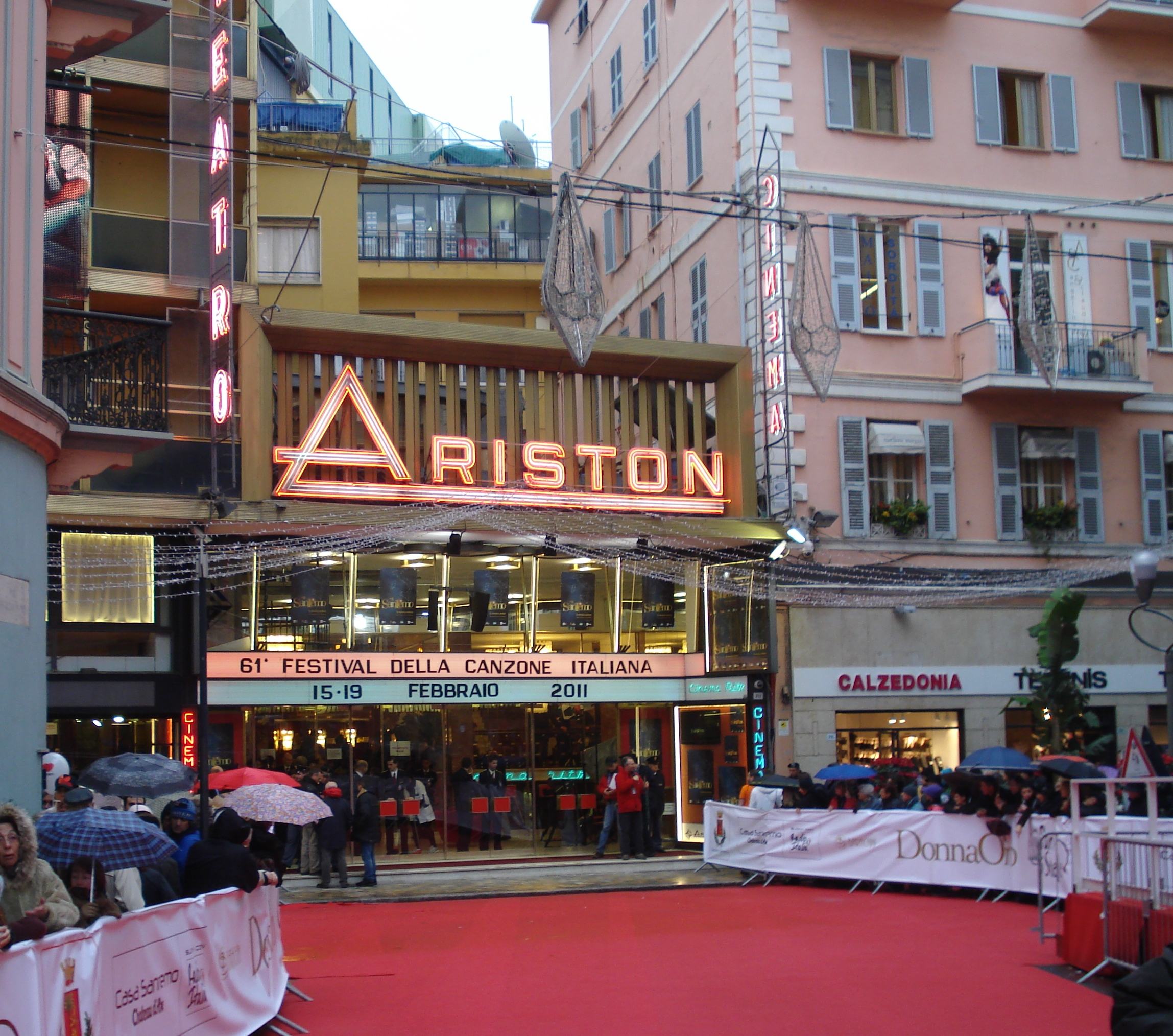
Eingang des Ariston-Theaters in Sanremo, aktueller Austragungsort des Wettbewerbs

Das Festival della Canzone Italiana (übersetzt „Festival des italienischen Liedes / der italienischen populären Musik“) ist ein großer Musikwettbewerb in der ligurischen Stadt Sanremo und wird nach seinem Austragungsort meist als Festival di Sanremo (Sanremo-Festival) bezeichnet. Es ist der bedeutendste Musikwettbewerb Italiens und der älteste Popmusikwettbewerb Europas. Das 1951 ins Leben gerufene Festival war Anregung zur Ausrichtung des Eurovision Song Contests (ESC); die italienischen ESC-Beiträge stammen entsprechend meist aus dem Umfeld des Sanremo-Festivals.
Das Festival wird von der öffentlich-rechtlichen Rundfunkanstalt Rai – Radiotelevisione Italiana veranstaltet und findet einmal jährlich statt. Es wird innerhalb einer Woche in der Zeit von Mitte Februar bis Anfang März an fünf Abenden von Dienstag bis Samstag ausgestrahlt.

## Geschichte

### Initiative und Hintergrund
Mit Ende des Zweiten Weltkrieges bemühte sich die italienische Politik nach der faschistischen Diktatur um eine erneuerte internationale Präsentation des Landes, die nicht zuletzt in der Förderung von Kultur, künstlerischer Qualität und technisch fortschrittlichen Medien bestand. In der ligurischen Stadt Sanremo wurde in diesem Sinne eine Kommission gegründet, die für die Gemeinde kulturelle Initiativen im Zusammenhang mit dem örtlichen Kasino ausarbeiten sollte – vor allem auch, um den Tourismus in einer sonst toten Zeit (Februar) zu fördern. Der Sozialist und Jazzliebhaber Amilcare Rambaldi, der Teil dieser Kommission war, versuchte daraufhin, ein Jazzfestival zu initiieren. Die Idee wurde jedoch erst wieder aufgegriffen, nachdem die Stadt die Nutzungsrechte des Kasinos an den Industriellen Pier Busseti übertragen hatte. Dieser ging 1947 eine Zusammenarbeit mit der staatlichen Rundfunkanstalt Rai ein, um das geplante Gesangsfestival (von Jazz war keine Rede mehr) live im Radio übertragen lassen zu können.
War die Ausgangsidee Rambaldis noch vor einem sozialistischen Hintergrund entstanden, hatte die Rai mit Programmchef Giulio Razzi (der die Organisation des Festivals übernehmen sollte) nunmehr ganz andere politische Intentionen: Beabsichtigt war, durch das Sanremo-Festival einerseits die Individualität des italienischen Liedes wiederaufleben zu lassen und es vom internationalen Einfluss zu befreien, indem man sich auf die neapolitanische Volksmusik und die Operntradition rückbesann, andererseits den Regionalismus zu überwinden und quasi eine gesamtitalienische populäre Musik zu schaffen. Dies wurde nicht zuletzt im vollständigen Namen der Veranstaltung deutlich: Festival della Canzone Italiana – „Festival des Italienischen Liedes“ – di Sanremo.

### Die 1950er-Jahre

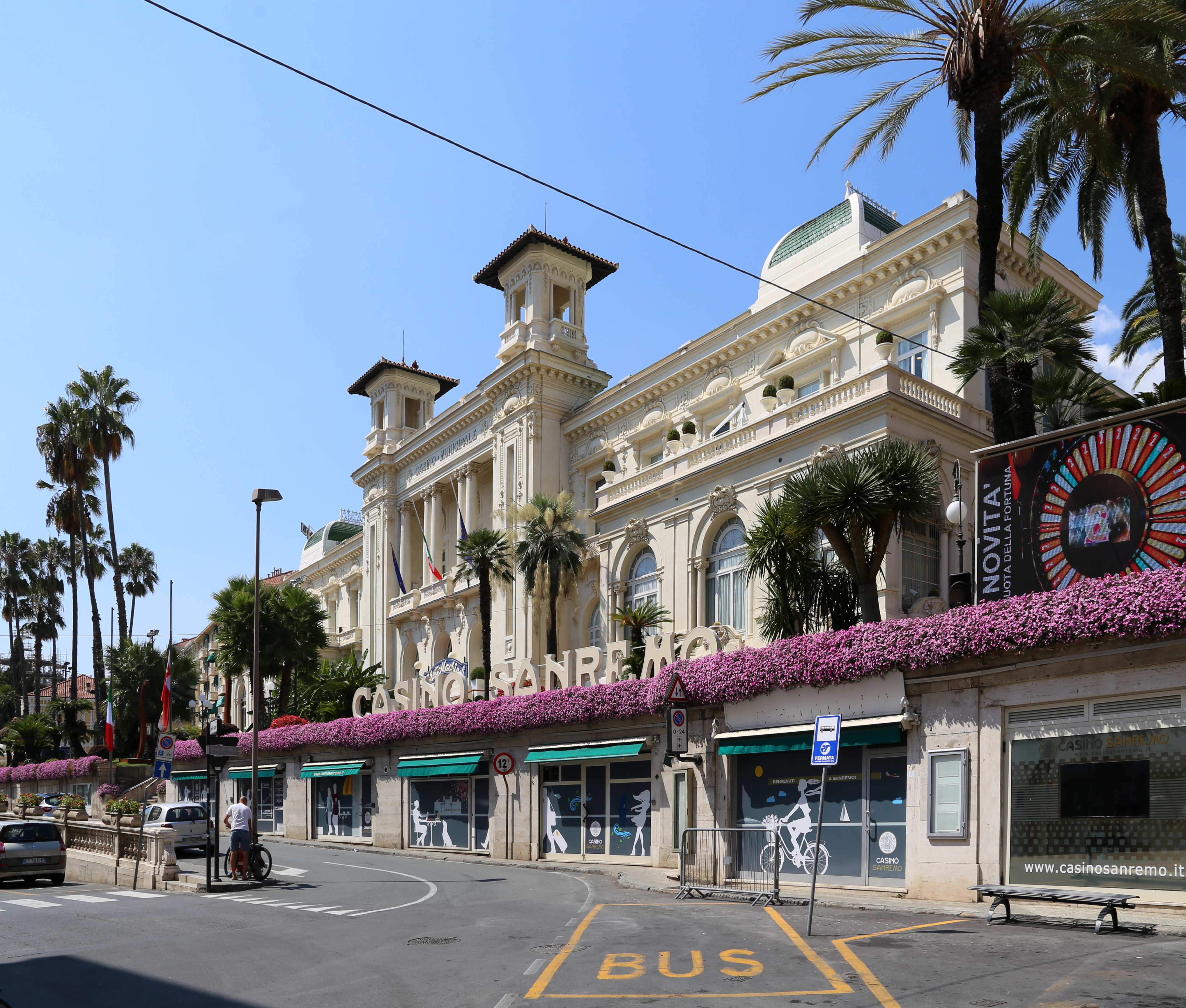
Das Kasino von Sanremo, fester Veranstaltungsort des Festivals 1951–1976

Am 29. Januar 1951 eröffnete Moderator Nunzio Filogamo die erste Ausgabe des Festivals, das vom Festsaal des Kasinos live im Radio übertragen wurde. Drei Interpreten (Nilla Pizzi, Achille Togliani und das Duo Fasano) wechselten sich in der Darbietung der 20 neu für den Wettbewerb geschriebenen Lieder ab. Nach drei Tagen wurde Grazie dei fior von Nilla Pizzi durch das Saalpublikum zum ersten Sanremo-Siegerlied gewählt. Doch weder Presse noch Musikkritik hatte der Veranstaltung große Aufmerksamkeit geschenkt und auch das Saalpublikum zeigte nur wenig Interesse für die Auftritte. Dies änderte sich schon bei der zweiten Ausgabe, als etwa die Esstische aus dem Saal verschwanden und das Interesse bei den Musikverlagen deutlich gestiegen war. Auch in diesem Jahr gewann Nilla Pizzi, diesmal mit Vola colomba, wobei sie gleichzeitig den zweiten (mit Papaveri e papere) und dritten Platz (mit Una donna prega) belegte.
Ab dem Festival 1953 wurde die Regel der doppelten Interpretation eingeführt, wobei jedes Lied im Wettbewerb von zwei Interpreten in zwei verschiedenen Arrangements gesungen werden musste. Dafür wurden eigens zwei verschiedene Orchester eingesetzt, ein „klassisch“ geprägtes (in jenem Jahr unter der Leitung von Cinico Angelini) und ein „modernes“ (1953 unter der Leitung von Armando Trovajoli). Sanremo 1955 war die erste Ausgabe, die live im Fernsehen ausgestrahlt wurde (zusätzlich zur Radioübertragung), mit dem Finalabend in Eurovision. Im Jahr darauf wurden die sechs Festivalteilnehmer zuvor durch einen Newcomer-Wettbewerb ausgewählt, an dem 6.656 Kandidaten teilnahmen. Im selben Jahr fand die erste Ausgabe des Eurovision Song Contests in Lugano statt, der vom Sanremo-Festival inspiriert wurde.

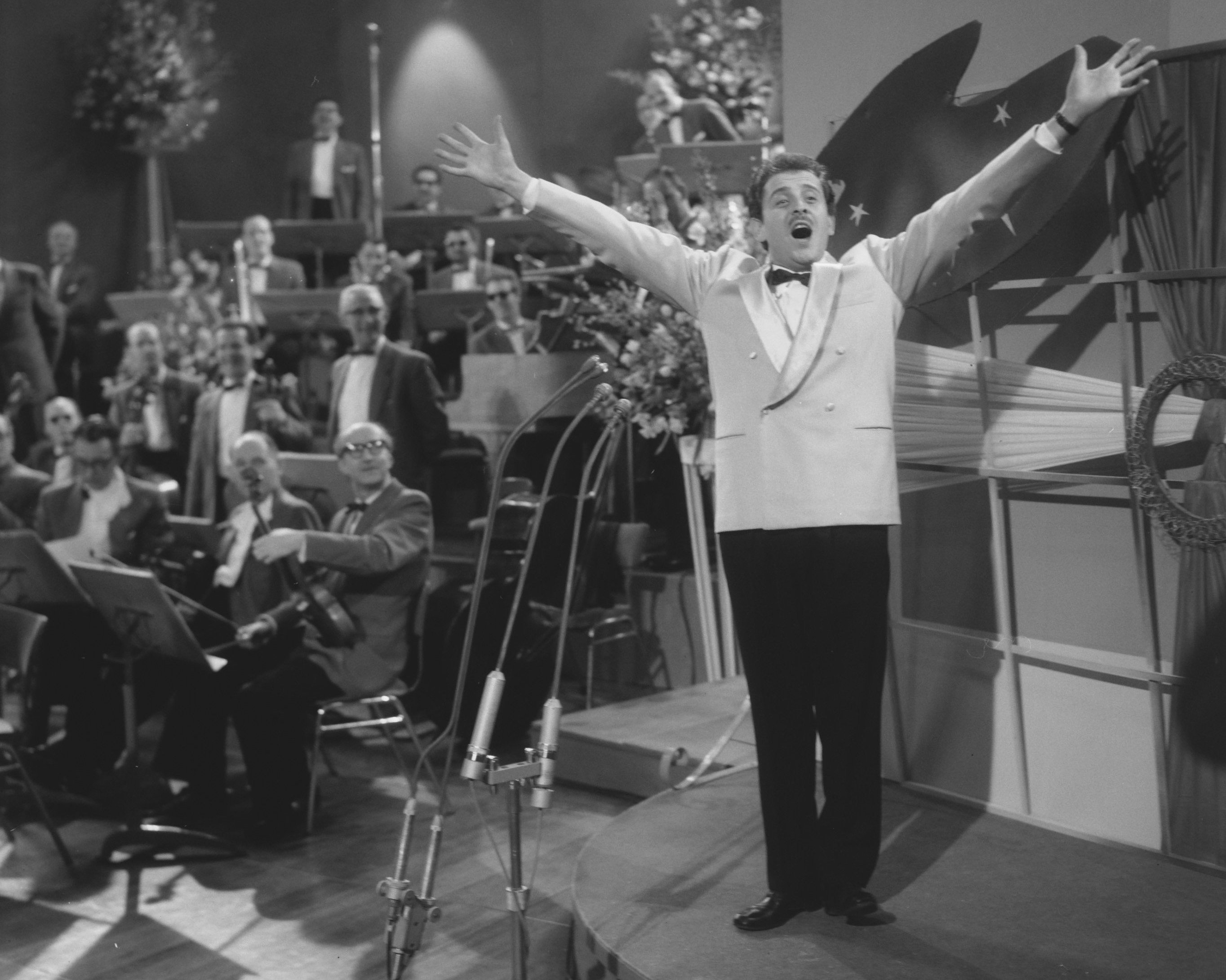
Domenico Modugno während eines Auftritts mit Nel blu dipinto di blu (1958)

In den Anfangsjahren dominierte musikalisch die Tradition, gekennzeichnet durch Rhetorik und Patriotismus sowie Themen, die sich im engen Komplex von Gott, Vaterland und Familie bewegen. Doch schon mit Nilla Pizzis Papaveri e papere (heute sowohl als Kritik an Politikern der regierenden Democrazia Cristiana als auch als Anklage gegen die untergeordnete Rolle der Frau zu jener Zeit gedeutet) und danach mit Canzone da due soldi von Katyna Ranieri (1954) kam eine neue Art Lied auf, die sich von den üblichen Schnulzen abhob und sich umgänglicher und fröhlicher gab. Im Festival 1958 begann mit dem Sieg Domenico Modugnos (und Johnny Dorellis) mit dem heute noch vor allem durch seinen Refrainteil „Volare!“ bekannten Beitrag Nel blu dipinto di blu schließlich eine neue Phase des Festivals und der italienischen populären Musik insgesamt: Songwriter und Interpreten blieben nicht mehr strikt getrennt, außerdem entwickelte sich eine neue Art des Ausdrucks durch die Performance. Die als urlatori („Schreier“) bezeichneten Sänger wie Modugno, Adriano Celentano oder Tony Dallara legten in ihren Gesang den Ausdruck des Schmerzes und wollten mehr Spontaneität erreichen.

### Die 1960er-Jahre
Zu Beginn der 60er-Jahre untersagte die Verwertungsgesellschaft SIAE unvermittelt ihren Autoren, am Sanremo-Festival teilzunehmen, doch hielten sich die wenigsten an dieses Verbot. Es folgte die sogenannte „Ära Bongiorno“ (1963–1967), während derer Mike Bongiorno das Festival erfolgreich moderierte, und die Auswahl der Teilnehmer vielfältiger wurde, mit den „Schreiern“ (urlatori), zu denen man Domenico Modugno, Mina, Adriano Celentano oder Bobby Solo zählte, den Cantautori wie Gino Paoli oder Umberto Bindi und den neuen Beatbands. Zumeist setzte sich im Festival jedoch die Tradition durch, besonders deutlich zu sehen im Festival 1964, als Gigliola Cinquetti mit dem melodiösen Non ho l’età (per amarti) gewann, während den größten Verkaufserfolg anschließend Bobby Solo mit Una lacrima sul viso erzielen konnte.
Mit der Ausgabe 1964 wurde außerdem versucht, das Festival internationaler zu gestalten, indem ausländische Teilnehmer eingeladen wurden (darunter Paul Anka, Gene Pitney, Ben E. King und Antonio Prieto), sodass jeder Beitrag immer von einem italienischen Sänger und einem Gast interpretiert werden musste. Mit diesem Schritt wollte man italienische und ausländische Sänger gegenüberstellen sowie versuchen, einerseits die italienische populäre Musik zu bereichern und andererseits den Export italienischer Musikproduktion ins Ausland zu fördern. Schon ab Sanremo 1966 war ein internationaler Partner jedoch nicht mehr verpflichtend.
Mitte der 60er-Jahre zeigten sich erste Anzeichen von Sozialkritik und Protestbewegungen auf der Festivalbühne: 1966 präsentierte Adriano Celentano Il ragazzo della via Gluck (ohne ins Finale zu gelangen), 1967 wagten sich etwa Gianni Pettenati mit La rivoluzione und I Giganti mit La proposta an „revolutionäre“ Themen. Doch 1967 war vor allem das Jahr des jungen Cantautore Luigi Tenco, der mit Ciao amore, ciao nicht das Finale erreichte und Suizid beging, ein noch lange nachwirkendes kulturelles Trauma der italienischen populären Musik. Mit diesem dramatischen Ereignis endete die goldene Phase unter Mike Bongiorno und das Sanremo-Festival sollte nie wieder dasselbe sein. Dessen ungeachtet gelang es dem Festival 1968, moderiert von Pippo Baudo, erfolgreich ein möglichst breites Abbild der italienischen Musikszene zu präsentieren. Als Sieger ging der Cantautore Sergio Endrigo hervor, was als Kompensation für das Ausscheiden und den Tod Luigi Tencos im Vorjahr gesehen werden konnte. Des Weiteren debütierten so verschiedene Sänger wie Fausto Leali, Al Bano und Massimo Ranieri.

### Die 1970er-Jahre
Die drei Sanremo-Ausgaben 1969 (gewonnen von Iva Zanicchi und Bobby Solo mit Zingara), 1970 (gewonnen von Adriano Celentano und Claudia Mori mit Chi non lavora non fa l’amore) und 1971 (gewonnen von Nada und Nicola Di Bari mit Il cuore è uno zingaro) sowie die großen Festivalerfolge von Lucio Dalla (1971 mit 4/3/1943 und 1972 mit Piazza Grande) und Roberto Vecchioni (1973 mit L’uomo che si gioca il cielo a dadi) konnten nicht darüber hinwegtäuschen, dass die Veranstaltung sich in einer Krise befand. Ab 1973 übertrug die Rai nur noch das Finale im Fernsehen und das Interesse im Ausland schien sich auf den Ostblock sowie postfaschistische Länder zu beschränken, die das Festival über Eurovision verfolgten. Gleichzeitig nahm das inhaltliche Niveau ab und man spielte zunehmend mit Stereotypen aus italienischen Erotikkomödien jener Zeit. Die Ausgabe 1975 gilt in dieser Hinsicht als Tiefpunkt. Das Festival 1979, gewonnen vom völlig unbekannten Mino Vergnaghi, erreichte auch einen kommerziellen Tiefpunkt.

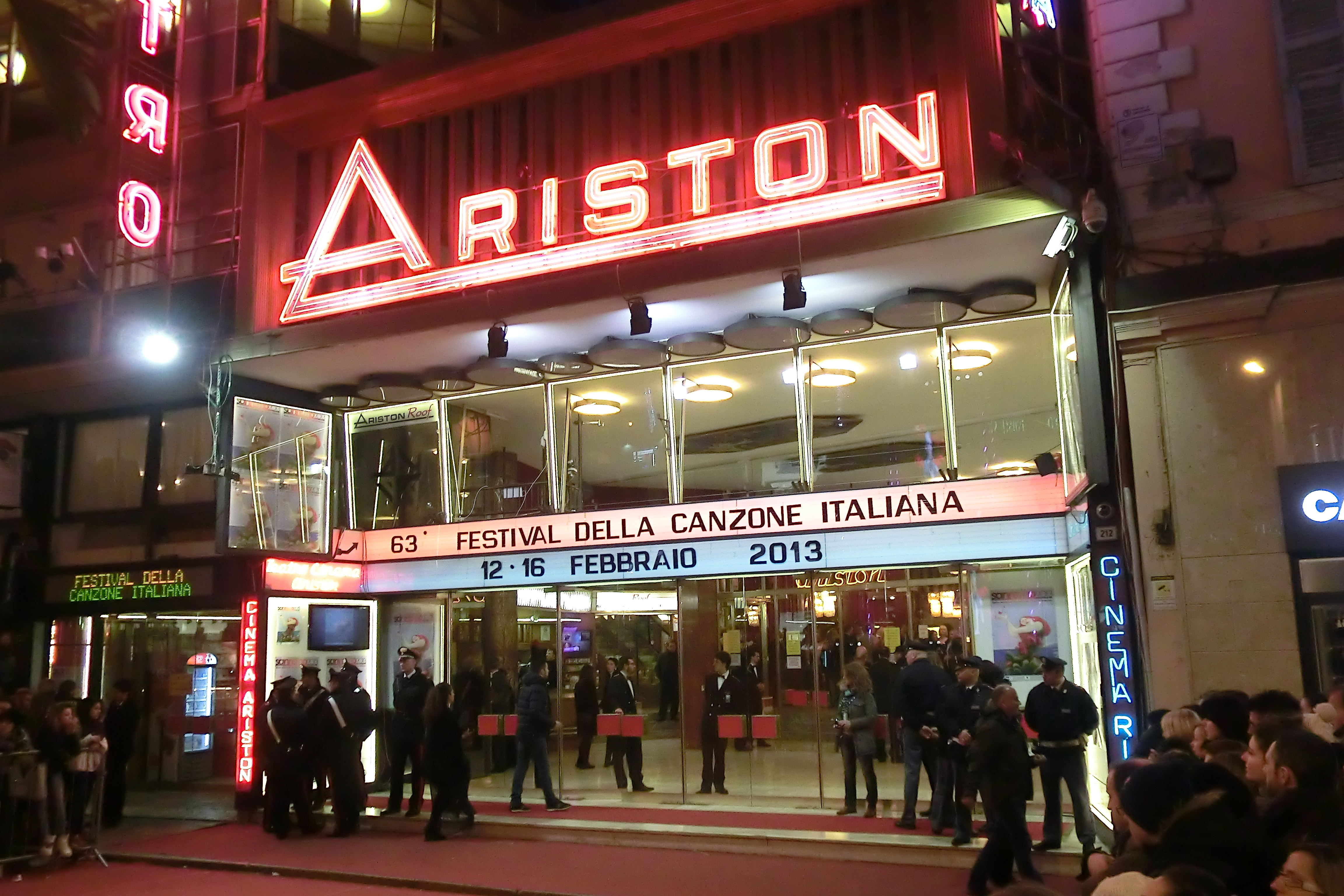
Das Ariston-Theater in Sanremo, Veranstaltungsort des Festivals seit 1977 (mit einer Unterbrechung 1990)

Gleichzeitig wurde in dieser Zeit viel Neues ausprobiert. Ab 1972 fiel die Regel der doppelten Interpretation weg, die Lieder wurden von nun an wieder einem festen Interpreten zugeordnet. 1974 wurden die 28 Teilnehmer in zwei Gruppen aufgeteilt, wovon sich eine (die der Newcomer) für das Finale qualifizieren musste; außerdem wurde nur der Siegerbeitrag bekannt gegeben und keine weiteren Plätze. 1976 wurden die Teilnehmer gar in fünf Gruppen mit je zwei (automatisch für das Finale qualifizierten) Gruppenleitern aufgeteilt; einschneidende Änderung war auch der Wegfall des Orchesters, wodurch die Beiträge nur noch in Halbplayback präsentiert wurden. 1977 gab es nur zwölf Beiträge und somit keine Gruppen oder Qualifikationen; 1978 hingegen gingen die Teilnehmer in drei Gruppen ins Rennen, von denen nur jeweils der Sieger die Endrunde erreichte. 1977 wurde das Festival außerdem, nach 26 Jahren im Kasino, dauerhaft ins Ariston-Theater verlegt, da das Kasino umgebaut wurde.

### Die 1980er-Jahre
Mit dem Festival 1980 versuchte man einen Neustart. Das Moderatorenpaar aus Roberto Benigni und Olimpia Carlisi erhielt eine wesentlich aktivere Rolle in der Veranstaltung, die Aufteilung in Newcomer- und Hauptkategorie mit unterschiedlicher Finalqualifikation wurde wieder eingeführt und das Orchester wurde erneut abgeschafft (im weiteren Verlauf des Jahrzehnts ging man zeitweise sogar zu Vollplayback über). 1982 wurde der Kritikerpreis eingeführt, mit dem man den Unterschied zwischen dem breiten Publikumsgeschmack und den „Geschmacksnischen“ anerkannte. Die Rai übernahm wieder zunehmend die Initiative in der Organisation des Festivals, das mit der „ersten Ära Baudo“ unter Moderator Pippo Baudo 1984–1987 eine neue Hochphase erlebte. Unter Baudo erhielt etwa das Tagesgeschehen mehr Platz auf der Festivalbühne und wurde 1984 endgültig die Newcomer-Kategorie institutionalisiert, die im Unterschied zur bisherigen Praxis einen getrennten Wettbewerb vorsah. Außerdem wurde das Festival ab 1987 auf vier Abende verlängert.
Viele große Namen der italienischen populären Musik aus den 70er-Jahren blieben dem Festival trotz allem fern oder nahmen als Gäste oder lediglich als Autoren teil. So trafen sich auf der Bühne des Ariston-Theaters ältere Stars aus den 60er- und frühen 70er-Jahren (etwa Iva Zanicchi, Peppino di Capri, Bobby Solo oder Fred Bongusto), Sänger, die eine angeschlagene Karriere wieder in Schwung bringen wollten (so Loredana Bertè, Donatella Rettore, Alan Sorrenti, Renato Zero, Anna Oxa oder Raf) und einige weitere fest mit dem Sanremo-Festival verbundene Namen (Matia Bazar, Fiordaliso oder Riccardo Fogli).
Mit den Ausnahmen Alice (Siegerin 1981 mit Per Elisa) und Eros Ramazzotti (Sieger 1986 mit Adesso tu) gewannen vor allem bereits bekannte Sänger das Festival, die in den meisten Fällen den wichtigsten Teil ihrer Karriere schon hinter sich hatten. Al Bano & Romina Power gewannen das Festival 1984, Ricchi e Poveri 1985, Gianni Morandi, Enrico Ruggeri und Umberto Tozzi 1987, Massimo Ranieri 1988 und Anna Oxa und Fausto Leali 1989. Die Abstimmung erfolgte in jenen Jahren durch das Fernsehpublikum, das über Totip-Scheine (eigentlich für Pferdewetten gedacht) in ganz Italien Stimmen für seine Lieblingsbeiträge abgeben konnte. Doch auch nach der Rückkehr der Jurys änderte sich auf dem Siegerpodest wenig: 1990 gewann die Band Pooh, 1991 Riccardo Cocciante. Allerdings konnte das Festival auch einige Sänger lancieren, die – nach durchwachsenen Ergebnissen beim Festival – unvermutet erfolgreich wurden und nicht mehr nach Sanremo zurückkehrten, etwa Vasco Rossi, Jovanotti und Zucchero.

### Die 1990er-Jahre
In den 90er-Jahren wurde das Sanremo-Festival in Italien wieder ein gesellschaftlicher Fixpunkt, was sich etwa im geflügelten Wort Perché Sanremo è Sanremo („weil Sanremo Sanremo ist“; offizielles Motto der Ausgaben 1995 und 1996) niederschlug. Im Sanremo-Festival 1990 kehrten nicht nur die (demoskopischen) Jurys zurück, sondern auch das Orchester (also die Livemusik) und für kurze Zeit auch die internationalen Teilnehmer. Zwei Jahre später übernahm Pippo Baudo wieder die Moderation (ab 1994 erstmals auch die künstlerische Leitung), während der Wettbewerb in der Hauptkategorie wieder ein Ausscheideverfahren einführte (ab 1995 dauerte das Festival außerdem endgültig fünf statt nur vier Abende). Dies wirkte sich zum Vorteil für viele Newcomer aus, etwa Laura Pausini (Newcomer-Siegerin 1993 und Drittplatzierte 1994), Biagio Antonacci, Andrea Bocelli und Giorgia (Siegerin 1995). Die Newcomer erhielten mit dem eigenen Wettbewerb Sanremo Giovani im Herbst ab 1993 noch mehr Sichtbarkeit. Im Sinne dieser angestrebten Verjüngung des Festivals wurden ab 1995 die Bestplatzierten der Newcomer-Kategorie auch automatisch für die Hauptkategorie zugelassen. Dies erwies sich zwar zunächst nach dem Sieg von Giorgia als gute Wahl, doch in den folgenden Jahren verhalf diese Regelung auch im Anschluss an das Festival wenig erfolgreichen Teilnehmern wie Jalisse (1997) und Annalisa Minetti (1998) zum Sieg. Insbesondere die Ausgabe 1998 war in kommerzieller Hinsicht ein neuerlicher Tiefpunkt des Festivals.

### Das neue Jahrtausend
Um die Jahrtausendwende versuchte man vonseiten des Festivals, die unabhängige Musikproduktion mehr einzubinden. Doch auch damit ließ sich der stete Rückgang der Zuschauerzahlen nicht aufhalten, der 2004 in der Demütigung endete, dass ein Konkurrenzprogramm (Grande Fratello auf Canale 5) das (von Tony Renis organisierte) Festival zumindest an einem Abend in den Quoten überholen konnte, nicht zuletzt wegen des Boykotts mehrerer Major-Labels und einer musikalischen Gegenveranstaltung in Mantua. Doch die Veranstaltung erholte sich in den folgenden Jahren spätestens mit der erfolgreichen Ausgabe 2007 (mit Pippo Baudo) wieder. Trotz des zurückgehenden Publikumsinteresses und den ständigen Polemiken konnte sich das Sanremo-Festival im neuen Jahrtausend immer mehr als Bühne etablieren, auf der aufstrebende Newcomer ihren Weg zum Erfolg finden konnten, darunter Dolcenera (Siegerin von Destinazione Sanremo 2002), Sergio Cammariere (Drittplatzierter Sanremo 2003), Povia (Sieger 2006), Francesco Renga (Sieger 2005), Tricarico (Gewinner des Kritikerpreises 2008), Arisa (Siegerin SanremoLab 2008, Newcomer-Siegerin Sanremo 2009 und Siegerin 2014), Paolo Meneguzzi, Irene Fornaciari oder Sonohra (Newcomer-Sieger 2008).

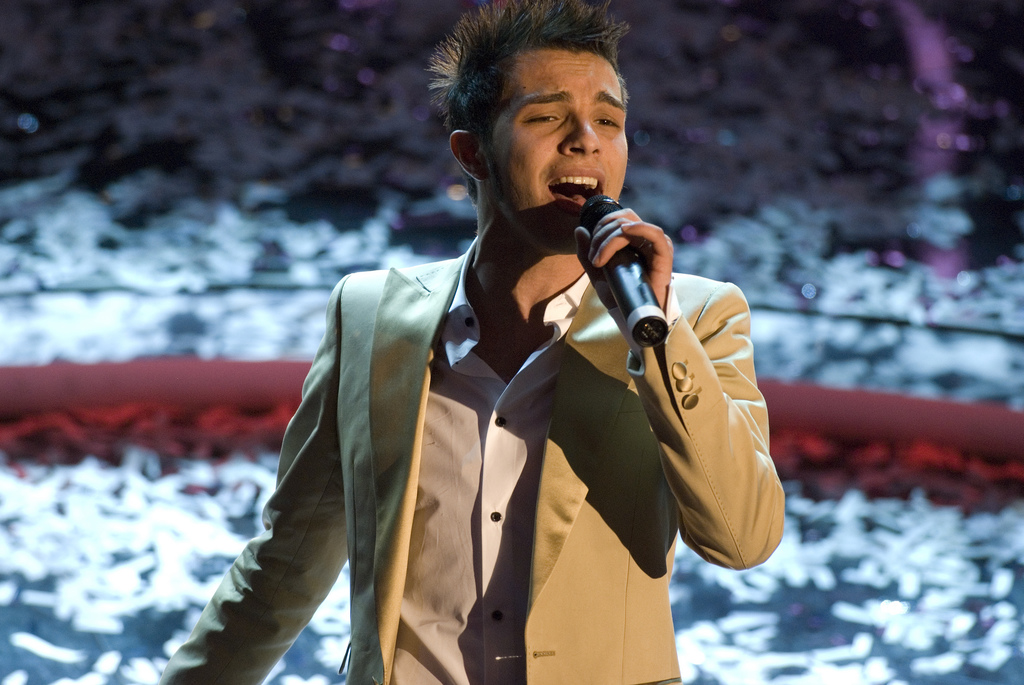
Marco Carta, Amici-Sieger 2008, beim Sanremo-Festival 2009

Als 2009 Marco Carta, der zuvor die Castingshow Amici di Maria De Filippi 2008 gewonnen hatte, das Sanremo-Festival gewann, und sich das Gleiche 2010 mit dem Sieg von Valerio Scanu (Amici-Zweitplatzierter 2009) wiederholte, wurde eine Überschneidung der „neuen Bühnen“ der Castingshows (neben Amici vor allem auch X Factor) mit dem Festival deutlich. Diese Entwicklung sorgte für viel Kritik, nicht zuletzt, weil Amici ein Programm des dem damaligen Ministerpräsidenten Silvio Berlusconi gehörenden Medienkonzerns Mediaset war, dem man vorwarf, nun auch das Sanremo-Festival „gekauft“ zu haben. In den folgenden Jahren traf sich auf der Festivalbühne eine Vielzahl ehemaliger Castingshow-Teilnehmer, darunter Giusy Ferreri (X Factor 2008), Noemi (X Factor 2009), Marco Mengoni (X-Factor-Sieger 2010, Sanremo-Sieger 2013 und 2023), Emma Marrone (Amici-Siegerin 2010, Sanremo-Siegerin 2012), Annalisa (Amici 2011) oder Francesca Michielin (X-Factor-Siegerin 2012). Beispiele für nicht zuvor durch Castingshows „gefilterte“ Sanremo-Entdeckungen in diesen Jahren sind hingegen Malika Ayane (Sanremo 2009) und Nina Zilli (Sanremo 2010).

## Übersicht der Veranstaltungen
| #  | Jahr | Moderation                                                            | Komoderation | Organisation / künstlerische Leitung              | Abende | Ort                        |
| -- | ---- | --------------------------------------------------------------------- | --- | ------------------------------------------------- | ------ | -------------------------- |
| 1  | 1951 | Nunzio Filogamo                                                       | — | Giulio Razzi                                      | 3      | Kasino von Sanremo         |
| 2  | 1952 | Nunzio Filogamo                                                       | — | Giulio Razzi                                      | 3      | Kasino von Sanremo         |
| 3  | 1953 | Nunzio Filogamo                                                       | — | Giulio Razzi                                      | 3      | Kasino von Sanremo         |
| 4  | 1954 | Nunzio Filogamo                                                       | — | Giulio Razzi                                      | 3      | Kasino von Sanremo         |
| 5  | 1955 | Armando Pizzo und Maria Teresa Ruta                                   | — | Giulio Razzi                                      | 3      | Kasino von Sanremo         |
| 6  | 1956 | Fausto Tommei und Maria Teresa Ruta                                   | — | Giulio Razzi                                      | 3      | Kasino von Sanremo         |
| 7  | 1957 | Nunzio Filogamo und Nicoletta Orsomando                               | Marisa Allasio und Fiorella Mari | Giulio Razzi                                      | 3      | Kasino von Sanremo         |
| 8  | 1958 | Gianni Agus und Fulvia Colombo                                        | — | Achille Cajafa                                    | 3      | Kasino von Sanremo         |
| 9  | 1959 | Enzo Tortora und Adriana Serra                                        | — | Edoardo Fosco                                     | 3      | Kasino von Sanremo         |
| 10 | 1960 | Enza Sampò und Paolo Ferrari                                          | — | Ezio Radaelli                                     | 3      | Kasino von Sanremo         |
| 11 | 1961 | Lilly Lembo und Giuliana Calandra / Alberto Lionello                  | — | Ezio Radaelli                                     | 4      | Kasino von Sanremo         |
| 12 | 1962 | Renato Tagliani                                                       | Laura Efrikian und Vicky Ludovisi | Gianni Ravera                                     | 4      | Kasino von Sanremo         |
| 13 | 1963 | Mike Bongiorno                                                        | Edy Campagnoli, Maria Giovannini, Rosanna Armani und Giuliana Copreni | Gianni Ravera                                     | 3      | Kasino von Sanremo         |
| 14 | 1964 | Mike Bongiorno und Giuliana Lojodice                                  | — | Gianni Ravera                                     | 3      | Kasino von Sanremo         |
| 15 | 1965 | Mike Bongiorno und Grazia Maria Spina                                 | — | Gianni Ravera                                     | 3      | Kasino von Sanremo         |
| 16 | 1966 | Mike Bongiorno                                                        | Paola Penni und Carla Maria Puccini | Gianni Ravera                                     | 3      | Kasino von Sanremo         |
| 17 | 1967 | Mike Bongiorno und Renata Mauro                                       | — | Gianni Ravera                                     | 3      | Kasino von Sanremo         |
| 18 | 1968 | Pippo Baudo und Luisa Rivelli                                         | — | Gianni Ravera                                     | 3      | Kasino von Sanremo         |
| 19 | 1969 | Nuccio Costa und Gabriella Farinon                                    | — | Ezio Radaelli und Vincenzo Micocci                | 3      | Kasino von Sanremo         |
| 20 | 1970 | Nuccio Costa, Enrico Maria Salerno und Ira von Fürstenberg            | — | Gianni Ravera und Ezio Radaelli                   | 3      | Kasino von Sanremo         |
| 21 | 1971 | Carlo Giuffré und Elsa Martinelli                                     | — | Gianni Ravera und Ezio Radaelli                   | 3      | Kasino von Sanremo         |
| 22 | 1972 | Mike Bongiorno, Sylva Koscina und Paolo Villaggio                     | — | Elio Gigante                                      | 3      | Kasino von Sanremo         |
| 23 | 1973 | Mike Bongiorno und Gabriella Farinon                                  | — | Vittorio Salvetti                                 | 3      | Kasino von Sanremo         |
| 24 | 1974 | Corrado und Gabriella Farinon                                         | — | Gianni Ravera, Vittorio Salvetti und Elio Gigante | 3      | Kasino von Sanremo         |
| 25 | 1975 | Mike Bongiorno und Sabina Ciuffini                                    | — | Bruno Pallesi                                     | 3      | Kasino von Sanremo         |
| 26 | 1976 | Giancarlo Guardabassi                                                 | Tiziana Pini, Serena Albano, Maddalena Galliani, Stella Luna, Lorena Rosetta Nardulli und Karla Strano Pavese                                                                                        | Vittorio Salvetti                                 | 3      | Kasino von Sanremo         |
| 27 | 1977 | Mike Bongiorno und Maria Giovanna Elmi                                | — | Vittorio Salvetti                                 | 3      | Ariston-Theater in Sanremo |
| 28 | 1978 | Vittorio Salvetti und Maria Giovanna Elmi                             | Stefania Casini und Beppe Grillo | Vittorio Salvetti                                 | 3      | Ariston-Theater in Sanremo |
| 29 | 1979 | Mike Bongiorno und Anna Maria Rizzoli                                 | — | Gianni Ravera und Gianni Naso                     | 3      | Ariston-Theater in Sanremo |
| 30 | 1980 | Claudio Cecchetto, Roberto Benigni und Olimpia Carlisi                | — | Gianni Ravera und Gianni Naso                     | 3      | Ariston-Theater in Sanremo |
| 31 | 1981 | Claudio Cecchetto, Eleonora Vallone und Nilla Pizzi                   | — | Gianni Ravera und Gianni Naso                     | 3      | Ariston-Theater in Sanremo |
| 32 | 1982 | Claudio Cecchetto und Patrizia Rossetti                               | — | Gianni Ravera                                     | 3      | Ariston-Theater in Sanremo |
| 33 | 1983 | Andrea Giordana und Isabel Russinova                                  | Anna Pettinelli und Emanuela Falcetti | Gianni Ravera                                     | 3      | Ariston-Theater in Sanremo |
| 34 | 1984 | Pippo Baudo                                                           | Edy Angelillo, Elisabetta Gardini, Iris Peynado, Tiziana Pini, Isabella Rocchietta und Viola Simoncioni                                                                                              | Gianni Ravera                                     | 3      | Ariston-Theater in Sanremo |
| 35 | 1985 | Pippo Baudo und Patty Brard                                           | — | Gianni Ravera                                     | 3      | Ariston-Theater in Sanremo |
| 36 | 1986 | Loretta Goggi, Anna Pettinelli, Sergio Mancinelli und Mauro Micheloni | — | Gianni Ravera                                     | 3      | Ariston-Theater in Sanremo |
| 37 | 1987 | Pippo Baudo                                                           | Carlo Massarini | Marco Ravera                                      | 4      | Ariston-Theater in Sanremo |
| 38 | 1988 | Miguel Bosé und Gabriella Carlucci                                    | Carlo Massarini | Marco Ravera                                      | 4      | Ariston-Theater in Sanremo |
| 39 | 1989 | Rosita Celentano, Paola Dominguin, Danny Quinn und Gianmarco Tognazzi | Kay Sandwick und Clare Ann Matz | Adriano Aragozzini                                | 5      | Ariston-Theater in Sanremo |
| 40 | 1990 | Johnny Dorelli und Gabriella Carlucci                                 | — | Adriano Aragozzini                                | 4      | Palafiori bei Sanremo      |
| 41 | 1991 | Edwige Fenech und Andrea Occhipinti                                   | — | Adriano Aragozzini                                | 4      | Ariston-Theater in Sanremo |
| 42 | 1992 | Pippo Baudo                                                           | Alba Parietti, Brigitte Nielsen und Milly Carlucci | Adriano Aragozzini                                | 4      | Ariston-Theater in Sanremo |
| 43 | 1993 | Pippo Baudo und Lorella Cuccarini                                     | — | Adriano Aragozzini                                | 4      | Ariston-Theater in Sanremo |
| 44 | 1994 | Pippo Baudo                                                           | Anna Oxa und Cannelle | Pippo Baudo                                       | 4      | Ariston-Theater in Sanremo |
| 45 | 1995 | Pippo Baudo                                                           | Anna Falchi und Claudia Koll | Pippo Baudo                                       | 5      | Ariston-Theater in Sanremo |
| 46 | 1996 | Pippo Baudo                                                           | Sabrina Ferilli und Valeria Mazza | Pippo Baudo                                       | 5      | Ariston-Theater in Sanremo |
| 47 | 1997 | Mike Bongiorno, Piero Chiambretti und Valeria Marini                  | — | Mario Maffucci                                    | 5      | Ariston-Theater in Sanremo |
| 48 | 1998 | Raimondo Vianello                                                     | Eva Herzigová und Veronica Pivetti | Mario Maffucci                                    | 5      | Ariston-Theater in Sanremo |
| 49 | 1999 | Fabio Fazio                                                           | Laetitia Casta und Renato Dulbecco | Fabio Fazio                                       | 5      | Ariston-Theater in Sanremo |
| 50 | 2000 | Fabio Fazio, Inés Sastre, Luciano Pavarotti und Teo Teocoli           | — | Mario Maffucci                                    | 5      | Ariston-Theater in Sanremo |
| 51 | 2001 | Raffaella Carrà                                                       | Megan Gale, Massimo Ceccherini und Enrico Papi | Mario Maffucci                                    | 5      | Ariston-Theater in Sanremo |
| 52 | 2002 | Pippo Baudo                                                           | Manuela Arcuri und Vittoria Belvedere | Pippo Baudo                                       | 5      | Ariston-Theater in Sanremo |
| 53 | 2003 | Pippo Baudo, Serena Autieri und Claudia Gerini                        | — | Pippo Baudo                                       | 5      | Ariston-Theater in Sanremo |
| 54 | 2004 | Simona Ventura, Paola Cortellesi und Gene Gnocchi                     | — | Tony Renis und Gianmarco Mazzi                    | 5      | Ariston-Theater in Sanremo |
| 55 | 2005 | Paolo Bonolis, Antonella Clerici und Federica Felini                  | — | Paolo Bonolis und Gianmarco Mazzi                 | 5      | Ariston-Theater in Sanremo |
| 56 | 2006 | Giorgio Panariello, Ilary Blasi und Victoria Cabello                  | Marta Cecchetto, Claudia Cedro, Vanessa Hessler und Francesca Lancini | Giorgio Panariello und Gianmarco Mazzi            | 5      | Ariston-Theater in Sanremo |
| 57 | 2007 | Pippo Baudo und Michelle Hunziker                                     | — | Pippo Baudo                                       | 5      | Ariston-Theater in Sanremo |
| 58 | 2008 | Pippo Baudo und Piero Chiambretti                                     | Bianca Guaccero und Andrea Osvárt | Pippo Baudo                                       | 5      | Ariston-Theater in Sanremo |
| 59 | 2009 | Paolo Bonolis                                                         | Luca Laurenti, Paul Sculfor und Alessia Piovan, Nir Lavi und Eleonora Abbagnato, Thyago Alves und Gabriella Pession, Ivan Olita, David Gandy und Maria De Filippi                                    | Paolo Bonolis und Gianmarco Mazzi                 | 5      | Ariston-Theater in Sanremo |
| 60 | 2010 | Antonella Clerici                                                     | — | Gianmarco Mazzi                                   | 5      | Ariston-Theater in Sanremo |
| 61 | 2011 | Gianni Morandi                                                        | Belén Rodríguez, Elisabetta Canalis, Luca Bizzarri und Paolo Kessisoglu | Gianmarco Mazzi                                   | 5      | Ariston-Theater in Sanremo |
| 62 | 2012 | Gianni Morandi                                                        | Rocco Papaleo und Ivana Mrázová | Gianmarco Mazzi                                   | 5      | Ariston-Theater in Sanremo |
| 63 | 2013 | Fabio Fazio und Luciana Littizzetto                                   | — | Fabio Fazio                                       | 5      | Ariston-Theater in Sanremo |
| 64 | 2014 | Fabio Fazio und Luciana Littizzetto                                   | — | Fabio Fazio                                       | 5      | Ariston-Theater in Sanremo |
| 65 | 2015 | Carlo Conti                                                           | Arisa, Emma Marrone und Rocío Muñoz Morales | Carlo Conti                                       | 5      | Ariston-Theater in Sanremo |
| 66 | 2016 | Carlo Conti                                                           | Gabriel Garko, Virginia Raffaele und Mădălina Diana Ghenea | Carlo Conti                                       | 5      | Ariston-Theater in Sanremo |
| 67 | 2017 | Carlo Conti und Maria De Filippi                                      | — | Carlo Conti                                       | 5      | Ariston-Theater in Sanremo |
| 68 | 2018 | Claudio Baglioni, Michelle Hunziker und Pierfrancesco Favino          | — | Claudio Baglioni                                  | 5      | Ariston-Theater in Sanremo |
| 69 | 2019 | Claudio Baglioni, Claudio Bisio und Virginia Raffaele                 | — | Claudio Baglioni                                  | 5      | Ariston-Theater in Sanremo |
| 70 | 2020 | Amadeus                                                               | Fiorello, Diletta Leotta, Rula Jebreal, Emma D’Aquino, Laura Chimenti, Sabrina Salerno, Georgina Rodríguez, Alketa Vejsiu, Antonella Clerici, Francesca Sofia Novello                                | Amadeus                                           | 5      | Ariston-Theater in Sanremo |
| 71 | 2021 | Amadeus                                                               | Fiorello, Matilda De Angelis, Elodie, Vittoria Ceretti, Beatrice Venezi, Barbara Palombelli | Amadeus                                           | 5      | Ariston-Theater in Sanremo |
| 72 | 2022 | Amadeus                                                               | Ornella Muti, Lorena Cesarini, Drusilla Foer, Maria Chiara Giannetta, Sabrina Ferilli | Amadeus                                           | 5      | Ariston-Theater in Sanremo |
| 73 | 2023 | Amadeus mit Gianni Morandi                                            | Chiara Ferragni, Francesca Fagnani, Paola Egonu, Chiara Francini | Amadeus                                           | 5      | Ariston-Theater in Sanremo |
| 74 | 2024 | Amadeus                                                               | Marco Mengoni, Giorgia, Teresa Mannino, Lorella Cuccarini, Fiorello | Amadeus                                           | 5      | Ariston-Theater in Sanremo |
| 75 | 2025 | Carlo Conti                                                           | Antonella Clerici, Gerry Scotti, Bianca Balti, Cristiano Malgioglio, Nino Frassica, Miriam Leone, Elettra Lamborghini, Katia Follesa, Mahmood, Geppi Cucciari, Alessia Marcuzzi, Alessandro Cattelan | Carlo Conti                                       | 5      | Ariston-Theater in Sanremo |

## Sieger
Die meisten Siege, jeweils vier, errangen Claudio Villa und Domenico Modugno; die Sängerin mit den meisten Siegen ist Iva Zanicchi (drei). Die Titelverteidigung gelang bislang nur Nilla Pizzi (1952) sowie Domenico Modugno und Johnny Dorelli (1959).
| Jahr | Hauptkategorie                                   | Hauptkategorie                   | Newcomer-Kategorie (ab 1984)        | Newcomer-Kategorie (ab 1984) |
| Jahr | Interpret(en)                                    | Lied                             | Interpret(en)                       | Lied                         |
| ---- | ------------------------------------------------ | -------------------------------- | ----------------------------------- | ---------------------------- |
| 1951 | Nilla Pizzi                                      | Grazie dei fiori                 |                                     |                              |
| 1952 | Nilla Pizzi                                      | Vola colomba                     |                                     |                              |
| 1953 | Carla Boni / Flo Sandon’s                        | Viale d’autunno                  |                                     |                              |
| 1954 | Giorgio Consolini / Gino Latilla                 | Tutte le mamme                   |                                     |                              |
| 1955 | Claudio Villa / Tullio Pane                      | Buongiorno tristezza             |                                     |                              |
| 1956 | Franca Raimondi                                  | Aprite le finestre               |                                     |                              |
| 1957 | Claudio Villa / Nunzio Gallo                     | Corde della mia chitarra         |                                     |                              |
| 1958 | Domenico Modugno / Johnny Dorelli                | Nel blu dipinto di blu           |                                     |                              |
| 1959 | Domenico Modugno / Johnny Dorelli                | Piove (ciao ciao bambina)        |                                     |                              |
| 1960 | Tony Dallara / Renato Rascel                     | Romantica                        |                                     |                              |
| 1961 | Betty Curtis / Luciano Tajoli                    | Al di là                         |                                     |                              |
| 1962 | Domenico Modugno / Claudio Villa                 | Addio… addio                     |                                     |                              |
| 1963 | Tony Renis / Emilio Pericoli                     | Uno per tutte                    |                                     |                              |
| 1964 | Gigliola Cinquetti / Patricia Carli              | Non ho l’età (per amarti)        |                                     |                              |
| 1965 | Bobby Solo / The New Christy Minstrels           | Se piangi se ridi                |                                     |                              |
| 1966 | Domenico Modugno / Gigliola Cinquetti            | Dio come ti amo                  |                                     |                              |
| 1967 | Claudio Villa / Iva Zanicchi                     | Non pensare a me                 |                                     |                              |
| 1968 | Sergio Endrigo / Roberto Carlos Braga            | Canzone per te                   |                                     |                              |
| 1969 | Bobby Solo / Iva Zanicchi                        | Zingara                          |                                     |                              |
| 1970 | Adriano Celentano / Claudia Mori                 | Chi non lavora non fa l’amore    |                                     |                              |
| 1971 | Nada / Nicola Di Bari                            | Il cuore è uno zingaro           |                                     |                              |
| 1972 | Nicola Di Bari                                   | I giorni dell’arcobaleno         |                                     |                              |
| 1973 | Peppino di Capri                                 | Un grande amore e niente più     |                                     |                              |
| 1974 | Iva Zanicchi                                     | Ciao cara come stai?             |                                     |                              |
| 1975 | Gilda                                            | Ragazza del sud                  |                                     |                              |
| 1976 | Peppino di Capri                                 | Non lo faccio più                |                                     |                              |
| 1977 | Homo Sapiens                                     | Bella da morire                  |                                     |                              |
| 1978 | Matia Bazar                                      | …e dirsi ciao                    |                                     |                              |
| 1979 | Mino Vergnaghi                                   | Amare                            |                                     |                              |
| 1980 | Toto Cutugno                                     | Solo noi                         |                                     |                              |
| 1981 | Alice                                            | Per Elisa                        |                                     |                              |
| 1982 | Riccardo Fogli                                   | Storie di tutti i giorni         |                                     |                              |
| 1983 | Tiziana Rivale                                   | Sarà quel che sarà               |                                     |                              |
| 1984 | Al Bano & Romina Power                           | Ci sarà                          | Eros Ramazzotti                     | Terra promessa               |
| 1985 | Ricchi e Poveri                                  | Se m’innamoro                    | Cinzia Corrado                      | Niente di più                |
| 1986 | Eros Ramazzotti                                  | Adesso tu                        | Lena Biolcati                       | Grande grande amore          |
| 1987 | Gianni Morandi, Enrico Ruggeri und Umberto Tozzi | Si può dare di più               | Michele Zarrillo                    | La notte dei pensieri        |
| 1988 | Massimo Ranieri                                  | Perdere l’amore                  | Future                              | Canta con noi                |
| 1989 | Anna Oxa und Fausto Leali                        | Ti lascerò                       | Mietta                              | Canzoni                      |
| 1989 | Anna Oxa und Fausto Leali                        | Ti lascerò                       | (Paola Turci)                       | (Bambini) A                  |
| 1990 | Pooh                                             | Uomini soli                      | Marco Masini                        | Disperato                    |
| 1991 | Riccardo Cocciante                               | Se stiamo insieme                | Paolo Vallesi                       | Le persone inutili           |
| 1992 | Luca Barbarossa                                  | Portami a ballare                | Aleandro Baldi und Francesca Alotta | Non amarmi                   |
| 1993 | Enrico Ruggeri                                   | Mistero                          | Laura Pausini                       | La solitudine                |
| 1994 | Aleandro Baldi                                   | Passerà                          | Andrea Bocelli                      | Il mare calmo della sera     |
| 1995 | Giorgia                                          | Come saprei                      | Neri per Caso                       | Le ragazze                   |
| 1996 | Ron (mit Tosca)                                  | Vorrei incontrarti fra cent’anni | Syria                               | Non ci sto                   |
| 1997 | Jalisse                                          | Fiumi di parole                  | Paola & Chiara                      | Amici come prima             |
| 1998 | Annalisa Minetti                                 | Senza te o con te                | Annalisa Minetti                    | Senza te o con te            |
| 1999 | Anna Oxa                                         | Senza pietà                      | Alex Britti                         | Oggi sono io                 |
| 2000 | Piccola Orchestra Avion Travel                   | Sentimento                       | Jenny B                             | Semplice sai                 |
| 2001 | Elisa                                            | Luce (tramonti a nord est)       | Gazosa                              | Stai con me (Forever)        |
| 2002 | Matia Bazar                                      | Messaggio d’amore                | Anna Tatangelo                      | Doppiamente fragili          |
| 2003 | Alexia                                           | Per dire di no                   | Dolcenera                           | Siamo tutti là fuori         |
| 2004 | Marco Masini                                     | L’uomo volante                   |                                     |                              |
| 2005 | Francesco Renga                                  | Angelo                           | Laura Bono                          | Non credo nei miracoli       |
| 2006 | Povia                                            | Vorrei avere il becco            | Riccardo Maffoni                    | Sole negli occhi             |
| 2007 | Simone Cristicchi                                | Ti regalerò una rosa             | Fabrizio Moro                       | Pensa                        |
| 2008 | Giò Di Tonno und Lola Ponce                      | Colpo di fulmine                 | Sonohra                             | L’amore                      |
| 2009 | Marco Carta                                      | La forza mia                     | Arisa                               | Sincerità                    |
| 2010 | Valerio Scanu                                    | Per tutte le volte che…          | Tony Maiello                        | Il linguaggio della resa     |
| 2011 | Roberto Vecchioni                                | Chiamami ancora amore            | Raphael Gualazzi                    | Follia d’amore               |
| 2012 | Emma Marrone                                     | Non è l’inferno                  | Alessandro Casillo                  | È vero (che ci sei)          |
| 2013 | Marco Mengoni                                    | L’essenziale                     | Antonio Maggio                      | Mi servirebbe sapere         |
| 2014 | Arisa                                            | Controvento                      | Rocco Hunt                          | Nu juorno buono              |
| 2015 | Il Volo                                          | Grande amore                     | Giovanni Caccamo                    | Ritornerò da te              |
| 2016 | Stadio                                           | Un giorno mi dirai               | Francesco Gabbani                   | Amen                         |
| 2017 | Francesco Gabbani                                | Occidentali’s Karma              | Lele                                | Ora mai                      |
| 2018 | Ermal Meta und Fabrizio Moro                     | Non mi avete fatto niente        | Ultimo                              | Il ballo delle incertezze    |
| 2019 | Mahmood                                          | Soldi                            | (Einar)                             | (Centomila volte) B          |
| 2019 | Mahmood                                          | Soldi                            | (Mahmood)                           | (Gioventù bruciata) B        |
| 2020 | Diodato                                          | Fai rumore                       | Leo Gassmann                        | Vai bene così                |
| 2021 | Måneskin                                         | Zitti e buoni                    | Gaudiano                            | Polvere da sparo             |
| 2022 | Mahmood & Blanco                                 | Brividi                          | (Yuman)                             | (Mille notti) C              |
| 2023 | Marco Mengoni                                    | Due vite                         | (Gianmaria)                         | (La città che odi) D         |
| 2024 | Angelina Mango                                   | La noia                          | (Clara)                             | (Boulevard) E                |
| 2025 | Olly                                             | Balorda nostalgia                | Settembre                           | Vertebre                     |

## Kritikerpreis
Der Kritikerpreis wird seit 1982 vergeben, seit 1996 trägt er den vollen Namen Premio della Critica del Festival della Canzone Italiana “Mia Martini”, als Widmung an die 1995 verstorbene erste Preisträgerin. Mia Martini hält zusammen mit Patty Pravo und Daniele Silvestri auch den Rekord für die meisten Prämierungen mit dem Kritikerpreis (drei). Bei den Newcomern erhielt Paola Turci den Preis ebenfalls dreimal (wenn beide Newcomer-Kategorien des Festivals 1989 berücksichtigt werden).
| Jahr | Hauptkategorie                           | Hauptkategorie                     | Newcomer-Kategorie (ab 1984) | Newcomer-Kategorie (ab 1984)      |
| Jahr | Interpret(en)                            | Lied                               | Interpret(en)                | Lied                              |
| ---- | ---------------------------------------- | ---------------------------------- | ---------------------------- | --------------------------------- |
| 1982 | Mia Martini                              | E non finisce mica il cielo        |                              |                                   |
| 1983 | Matia Bazar                              | Vacanze romane                     |                              |                                   |
| 1984 | Patty Pravo                              | Per una bambola                    | Santandrea                   | La fenice                         |
| 1985 | Matia Bazar                              | Souvenir                           | Cristiano De André           | Bella più di me                   |
| 1985 | Matia Bazar                              | Souvenir                           | Mango                        | Il viaggio                        |
| 1986 | Enrico Ruggeri                           | Rien ne va plus                    | Lena Biolcati                | Grande grande amore               |
| 1987 | Fiorella Mannoia                         | Quello che le donne non dicono     | Paola Turci                  | Primo tango                       |
| 1988 | Fiorella Mannoia                         | Le notti di maggio                 | Paola Turci                  | Sarò bellissima                   |
| 1989 | Mia Martini                              | Almeno tu nell’universo            | Mietta                       | Canzoni                           |
| 1989 | Mia Martini                              | Almeno tu nell’universo            | (Paola Turci)                | (Bambini) F                       |
| 1990 | Mia Martini                              | La nevicata del ’56                | Marco Masini                 | Disperato                         |
| 1991 | Enzo Jannacci                            | La fotografia                      | Timoria                      | L’uomo che ride                   |
| 1992 | Nuova Compagnia di Canto Popolare        | Pe’ dispietto                      | Aeroplanitaliani             | Zitti zitti (Il silenzio è d’oro) |
| 1993 | Cristiano De André                       | Dietro la porta                    | Angela Baraldi               | A piedi nudi                      |
| 1994 | Giorgio Faletti                          | Signor tenente                     | Baraonna                     | I giardini d’Alhambra             |
| 1995 | Giorgia                                  | Come saprei                        | Gloria                       | Le voci di dentro                 |
| 1996 | Elio e le Storie Tese                    | La terra dei cachi                 | Marina Rei                   | Al di là di questi anni           |
| 1997 | Patty Pravo                              | …E dimmi che non vuoi morire       | Niccolò Fabi                 | Capelli                           |
| 1998 | Piccola Orchestra Avion Travel           | Dormi e sogna                      | Eramo & Passavanti           | Senza confini                     |
| 1999 | Daniele Silvestri                        | Aria                               | Quintorigo                   | Rospo                             |
| 2000 | Samuele Bersani                          | Replay                             | Jenny B                      | Semplice sai                      |
| 2000 | Samuele Bersani                          | Replay                             | Lythium                      | Noël                              |
| 2001 | Elisa                                    | Luce (tramonti a nord est)         | Roberto Angelini             | Il signor Domani                  |
| 2001 | Elisa                                    | Luce (tramonti a nord est)         | Francesco Renga              | Raccontami…                       |
| 2002 | Daniele Silvestri                        | Salirò                             | Archinuè                     | La marcia dei santi               |
| 2003 | Sergio Cammariere                        | Tutto quello che un uomo           | Patrizia Laquidara           | Lividi e fiori                    |
| 2004 | Mario Venuti                             | Crudele                            |                              |                                   |
| 2005 | Nicola Arigliano                         | Colpevole                          |                              |                                   |
| 2006 | Noa, Carlo Fava und Solis String Quartet | Un discorso in generale            |                              |                                   |
| 2007 | Simone Cristicchi                        | Ti regalerò una rosa               | Fabrizio Moro                | Pensa                             |
| 2008 | Tricarico                                | Vita tranquilla                    | Frank Head                   | Para parà ra rara                 |
| 2009 | Afterhours                               | Il paese è reale                   | Arisa                        | Sincerità                         |
| 2010 | Malika Ayane                             | Ricomincio da qui                  | Nina Zilli                   | L’uomo che amava le donne         |
| 2011 | Roberto Vecchioni                        | Chiamami ancora amore              | Raphael Gualazzi             | Follia d’amore                    |
| 2012 | Samuele Bersani                          | Un pallone                         | Erica Mou                    | Nella vasca da bagno del tempo    |
| 2013 | Elio e le Storie Tese                    | La canzone mononota                | Renzo Rubino                 | Il postino (Amami uomo)           |
| 2014 | Cristiano De André                       | Invisibili                         | Zibba                        | Senza di te                       |
| 2015 | Malika Ayane                             | Adesso e qui (nostalgico presente) | Giovanni Caccamo             | Ritornerò da te                   |
| 2016 | Patty Pravo                              | Cieli immensi                      | Francesco Gabbani            | Amen                              |
| 2017 | Ermal Meta                               | Vietato morire                     | Maldestro                    | Canzone per Federica              |
| 2018 | Ron                                      | Almeno pensami                     | Mirkoeilcane                 | Stiamo tutti bene                 |
| 2019 | Daniele Silvestri                        | Argentovivo                        | (Federica Abbate)            | (Finalmente) G                    |
| 2019 | Daniele Silvestri                        | Argentovivo                        | (Mahmood)                    | (Gioventù bruciata) G             |
| 2020 | Diodato                                  | Fai rumore                         | Eugenio in Via Di Gioia      | Tsunami                           |
| 2021 | Willie Peyote                            | Mai dire mai (La locura)           | Wrongonyou                   | Lezioni di volo                   |
| 2022 | Massimo Ranieri                          | Lettera di là dal mare             |                              |                                   |
| 2023 | Colapesce & Dimartino                    | Splash                             |                              |                                   |
| 2024 | Loredana Bertè                           | Pazza                              |                              |                                   |
| 2025 | Lucio Corsi                              | Volevo essere un duro              | Settembre                    | Vertebre                          |

## Bedeutung

### International erfolgreiche Teilnehmer
Heutzutage hat das Sanremo-Festival eine hauptsächlich nationale Bedeutung in Italien. Früher – am deutlichsten in den 1950er- und 1960er-Jahren – gingen aus dem Festival verschiedene Welthits hervor, deren Interpreten mitunter zu internationalen Stars wurden. Beispiele:
- Nel blu dipinto di blu von Domenico Modugno (1958)
- Piove (Ciao, ciao bambina) von Domenico Modugno (1959)
- Al di là von Betty Curtis (1961) – auch in der Version von Emilio Pericoli
- Non ho l’età von Gigliola Cinquetti (1964)
- Se piangi, se ridi von Bobby Solo (1965)
- Adesso tu von Eros Ramazzotti (1986)
- Zitti e buoni von Måneskin (2021)

### Teilnahme internationaler Stars in den 1960er Jahren
Es nahmen zahlreiche ausländische Stars am Wettbewerb teil:
- Frankie Laine – 1964 mit Una lacrima sul viso, im Finale (Teampartner von Bobby Solo)
- Peter Kraus – 1964 mit Piccolo piccolo, nicht für das Finale qualifiziert (Teampartner von Emilio Pericoli)
- Peggy March – 1964 mit Passo su passo, nicht für das Finale qualifiziert (Teampartner von Claudio Villa)
- Gene Pitney – 1964 mit Quando vedrai la mia ragazza, im Finale (Teampartner von Little Tony), und E se domani, nicht für das Finale qualifiziert (Teampartner von Fausto Cigliano); 1965 mit Amici miei, im Finale (Teampartner von Nicola Di Bari); 1966 mit Nessuno mi può giudicare, Platz 2 im Finale (Teampartner von Caterina Caselli); 1967 mit La rivoluzione, Platz 14 im Finale (Teampartner von Gianni Pettinati) sowie mit Guardati alle spalle, nicht für das Finale qualifiziert (Teampartner von Nicola Di Bari)
- Connie Francis – 1965 mit Ho bisogno di vederti, Platz 5 im Finale (Teampartnerin von Gigliola Cinquetti) und 1967 mit Canta ragazzina, nicht für das Finale qualifiziert (Teampartnerin von Bobby Solo)
- Petula Clark – 1965 mit Invece no, Platz 6 im Finale (Teampartnerin von Betty Curtis)
- Udo Jürgens – 1965 mit Abracciami forte, Platz 2 im Finale (Teampartner von Ornella Vanoni) und 1968 mit Per vivere, nicht für das Finale qualifiziert (Teampartner von Iva Zanicchi)
- Dusty Springfield – 1965 mit Tu che ne sai, nicht für das Finale qualifiziert (Teampartnerin von Fabrizio Ferretti) und mit Di fronte all’amore, nicht für das Finale qualifiziert (Teampartnerin von Gianni Mascolo)
- Françoise Hardy – 1966 mit Parlami di te, Platz 14 im Finale (Teampartnerin von Edoardo Vianello)
- Dalida – 1967 mit Ciao, amore ciao, nicht für das Finale qualifiziert (Teampartnerin von Luigi Tenco)
- Cher – 1967 mit Ma piano (per non svegliarti), nicht für das Finale qualifiziert (Teampartnerin von Nico Fidenco)
- Dionne Warwick – 1967 mit Dedicato all’amore, nicht für das Finale qualifiziert (Teampartnerin von Peppino di Capri) und 1968 mit La voce del silenzio, Platz 14 im Finale (Teampartnerin von Tony Del Monaco)
- Louis Armstrong – 1968 mit Mi va di cantare, Platz 13 im Finale (Teampartner von Lara Saint Paul)
- Paul Anka – 1968 mit La farfalla impazzita, nicht für das Finale qualifiziert (Teampartner von Johnny Dorelli)
- France Gall – 1969 mit La pioggia, Platz 6 im Finale (Teampartnerin von Gigliola Cinquetti)

### Vorentscheidung zum Eurovision Song Contest

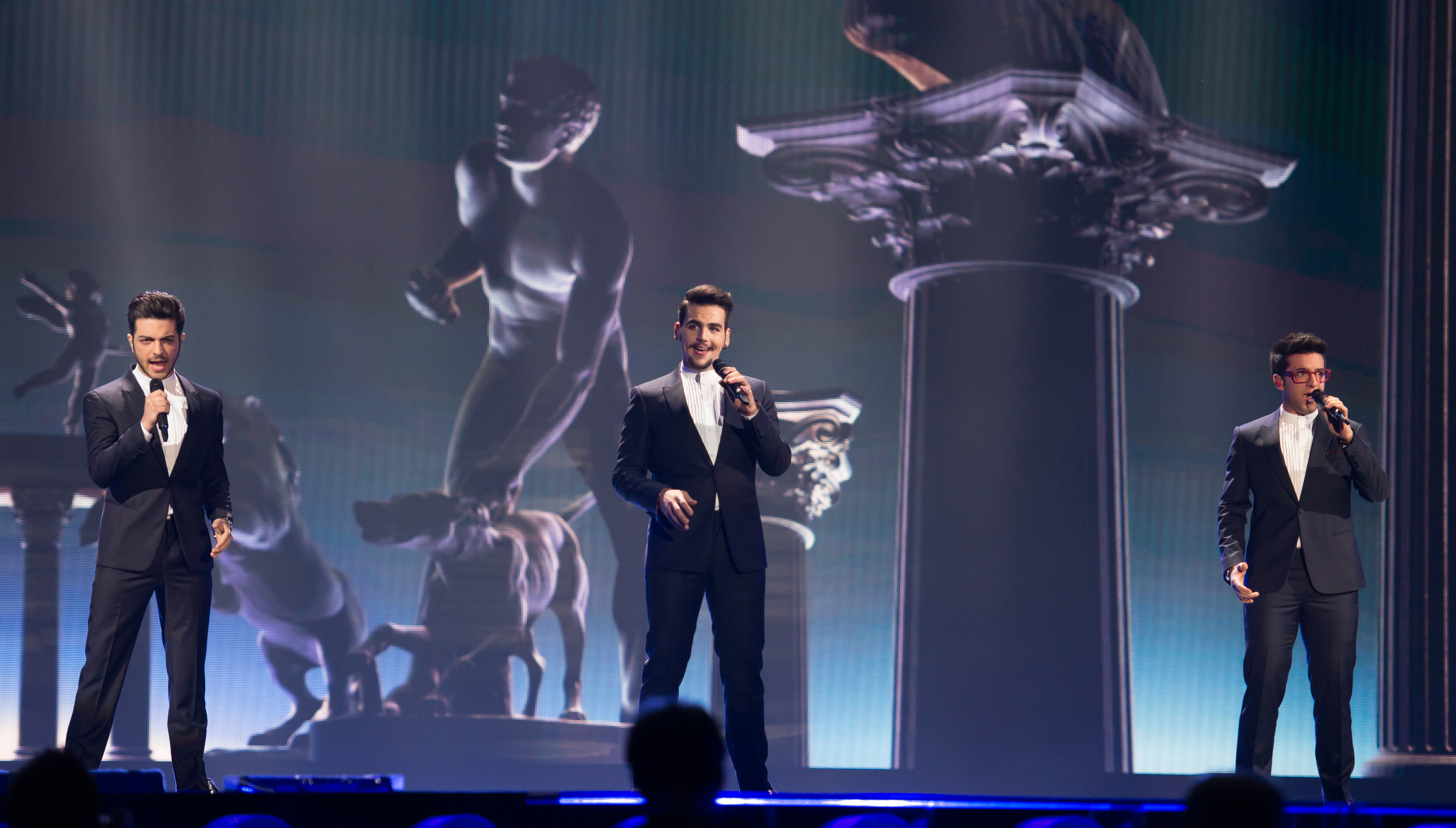
Il Volo, Sanremo-Sieger 2015, beim Eurovision Song Contest 2015

Von 1956 bis 1966 diente das Festival ebenfalls zur Bestimmung des italienischen Beitrags beim Eurovision Song Contest. Von 1967 bis 1997 spielte das Festival lediglich 1972 und 1997 eine Rolle bei der Bestimmung des italienischen Beitrags. Nachdem Italien ab 1997 gar nicht mehr teilgenommen hatte, erfolgte 2011 die Rückkehr zum europäischen Wettbewerb, wobei das Sanremo-Festival wieder eine wichtige Rolle in der Auswahl des italienischen Kandidaten für den ESC erhielt. 2011 bis 2013 wählte die Rai intern den Kandidaten aus dem Teilnehmerfeld des Sanremo-Festivals aus. Ab 2015 wurde festgelegt, dass der Sieger des Festivals automatisch das Recht erhält, am europäischen Wettbewerb teilzunehmen. 2016 lehnten die Sanremo-Sieger Stadio eine Teilnahme ab, sodass die Zweitplatzierte Francesca Michielin nachrückte. 2025 wiederholte sich die Situation, sodass nach dem Ablehnen des Siegers Olly der Zweitplatzierte Lucio Corsi Italien beim Wettbewerb vertreten wird.
2021 war die italienische Rockband Måneskin die erste Band, die mit ihrem Sieg beim Eurovision Song Contest 2021 mit dem Titel Zitti e buoni zugleich das Sanremo-Festival und den Eurovision Song Contest gewann.

## Belege
1. 1 2  Franco Fabbri: Foreword. War without Tears: European Broadcasting and Competition. In: Dafni Tragaki (Hrsg.): Empire of Song: Europe and Nation in the Eurovision Song Contest. Scarecrow Press, Lanham (Md.) u. a. 2013, ISBN 978-0-8108-8699-5, S. x.
2. ↑  Festival di Sanremo 1951. In: Sorrisi.com. 27. Januar 2015, abgerufen am 2. August 2019 (italienisch).
3. ↑  Irving Wolther: „Kampf der Kulturen“: der „Eurovision Song Contest“ als Mittel national-kultureller Repräsentation. Königshausen & Neumann, Würzburg 2006, ISBN 978-3-8260-3357-5, Das Festival della Canzone Italiana, S. 32–36.
4. ↑  Gianni Borgna: La grande evasione. Savelli Editori, Perugia 1980, S. 34–35, 37.
5. 1 2  Gianni Borgna: La grande evasione. Savelli Editori, Perugia 1980, S. 38.
6. ↑  Gianni Borgna: Storia della canzone italiana. Laterza, Bari/Rom 1992, ISBN 88-04-35899-8, S. 209–211, 432.
7. ↑  Felice Liperi: Storia della canzone italiana. 2. Auflage. Rai Eri, Rom 2011, ISBN 978-88-397-1505-0, S. 163, 166.
8. ↑  Serena Facci / Paolo Soddu: Il festival di Sanremo. Carocci Editore, Rom 2011, ISBN 978-88-430-5272-1, S. 41.
9. ↑  Serena Facci / Paolo Soddu: Il festival di Sanremo. Carocci Editore, Rom 2011, ISBN 978-88-430-5272-1, S. 43–44.
10. 1 2  Gianni Borgna: La grande evasione. Savelli Editori, Perugia 1980, S. 53.
11. ↑  Lugano 1956. In: ESC.tv. EBU, abgerufen am 23. Juli 2019 (englisch).
12. ↑  Gianni Borgna: La grande evasione. Savelli Editori, Perugia 1980, S. 44–50.
13. ↑  Gianni Borgna: La grande evasione. Savelli Editori, Perugia 1980, S. 46.
14. ↑  Leonardo Colombati: La canzone italiana, 1861-2011. Mondadori, Mailand 2011, ISBN 978-88-04-61013-7, S. 537.
15. ↑  Gianni Borgna: Storia della canzone italiana. Laterza, Bari/Rom 1992, ISBN 88-04-35899-8, S. 215.
16. ↑  Gianni Borgna: La grande evasione. Savelli Editori, Perugia 1980, S. 50.
17. ↑  Gianni Borgna: Storia della canzone italiana. Laterza, Bari/Rom 1992, ISBN 88-04-35899-8, S. 225–228.
18. ↑  Felice Liperi: Storia della canzone italiana. 2. Auflage. Rai Eri, Rom 2011, ISBN 978-88-397-1505-0, S. 183–185.
19. ↑  Serena Facci / Paolo Soddu: Il festival di Sanremo. Carocci Editore, Rom 2011, ISBN 978-88-430-5272-1, S. 79.
20. ↑  Ilaria Serra: Teaching Italy Through Its Music. The Meaning of Music in Italian Cultural History. In: Italica. Band 88, Nr. 1, 1. April 2011, ISSN 0021-3020, S. 108.
21. ↑  Gianni Borgna: La grande evasione. Savelli Editori, Perugia 1980, S. 67.
22. 1 2  Gianni Borgna: La grande evasione. Savelli Editori, Perugia 1980, S. 137.
23. ↑  Serena Facci / Paolo Soddu: Il festival di Sanremo. Carocci Editore, Rom 2011, ISBN 978-88-430-5272-1, S. 120–121.
24. ↑  Gianni Borgna: La grande evasione. Savelli Editori, Perugia 1980, S. 69–75.
25. ↑  Serena Facci / Paolo Soddu: Il festival di Sanremo. Carocci Editore, Rom 2011, ISBN 978-88-430-5272-1, S. 122–123.
26. ↑  Gianni Borgna: La grande evasione. Savelli Editori, Perugia 1980, S. 77–80.
27. ↑  Gianni Borgna: La grande evasione. Savelli Editori, Perugia 1980, S. 77.
28. ↑  Serena Facci / Paolo Soddu: Il festival di Sanremo. Carocci Editore, Rom 2011, ISBN 978-88-430-5272-1, S. 121.
29. ↑  Serena Facci / Paolo Soddu: Il festival di Sanremo. Carocci Editore, Rom 2011, ISBN 978-88-430-5272-1, S. 123.
30. ↑  Gianni Borgna: La grande evasione. Savelli Editori, Perugia 1980, S. 83–93.
31. ↑  Gianni Borgna: Storia della canzone italiana. Laterza, Bari/Rom 1992, ISBN 88-04-35899-8, S. 330–331.
32. ↑  Serena Facci / Paolo Soddu: Il festival di Sanremo. Carocci Editore, Rom 2011, ISBN 978-88-430-5272-1, S. 145–147.
33. ↑  Serena Facci / Paolo Soddu: Il festival di Sanremo. Carocci Editore, Rom 2011, ISBN 978-88-430-5272-1, S. 153, 157–158.
34. ↑  Serena Facci / Paolo Soddu: Il festival di Sanremo. Carocci Editore, Rom 2011, ISBN 978-88-430-5272-1, S. 168.
35. ↑  Gianni Borgna: La grande evasione. Savelli Editori, Perugia 1980, S. 84.
36. ↑  Serena Facci / Paolo Soddu: Il festival di Sanremo. Carocci Editore, Rom 2011, ISBN 978-88-430-5272-1, S. 161.
37. ↑  Serena Facci / Paolo Soddu: Il festival di Sanremo. Carocci Editore, Rom 2011, ISBN 978-88-430-5272-1, S. 166.
38. ↑  Gianni Borgna: La grande evasione. Savelli Editori, Perugia 1980, S. 98, 100, 136.
39. ↑  Serena Facci / Paolo Soddu: Il festival di Sanremo. Carocci Editore, Rom 2011, ISBN 978-88-430-5272-1, S. 170.
40. ↑  Gianni Borgna: La grande evasione. Savelli Editori, Perugia 1980, S. 105.
41. ↑  Serena Facci / Paolo Soddu: Il festival di Sanremo. Carocci Editore, Rom 2011, ISBN 978-88-430-5272-1, S. 178–180.
42. ↑  Serena Facci / Paolo Soddu: Il festival di Sanremo. Carocci Editore, Rom 2011, ISBN 978-88-430-5272-1, S. 186.
43. ↑  Gianni Borgna: La grande evasione. Savelli Editori, Perugia 1980, S. 102–103.
44. ↑  Serena Facci / Paolo Soddu: Il festival di Sanremo. Carocci Editore, Rom 2011, ISBN 978-88-430-5272-1, S. 188.
45. ↑  Festival di Sanremo 1979. In: Sorrisi.com. 27. Januar 2015, abgerufen am 27. Juli 2019 (italienisch).
46. ↑  Festival di Sanremo 1972. In: Sorrisi.com. 27. Januar 2015, abgerufen am 27. Juli 2019 (italienisch).
47. ↑  Serena Facci / Paolo Soddu: Il festival di Sanremo. Carocci Editore, Rom 2011, ISBN 978-88-430-5272-1, S. 207, 314.
48. ↑  Sanremo sfratta il Festival 1977. In: Stampa Sera. 20. November 1976, S. 2 (archiviolastampa.it [abgerufen am 27. Juli 2019]).
49. ↑  Serena Facci / Paolo Soddu: Il festival di Sanremo. Carocci Editore, Rom 2011, ISBN 978-88-430-5272-1, S. 207, 217, 314.
50. ↑  Serena Facci / Paolo Soddu: Il festival di Sanremo. Carocci Editore, Rom 2011, ISBN 978-88-430-5272-1, S. 252.
51. ↑  Serena Facci / Paolo Soddu: Il festival di Sanremo. Carocci Editore, Rom 2011, ISBN 978-88-430-5272-1, S. 217–220, 311.
52. ↑  Antonio Mustara: Festival di Sanremo 1987. In: Sorrisi.com. 27. Januar 2015, abgerufen am 28. Juli 2019 (italienisch).
53. ↑  Serena Facci / Paolo Soddu: Il festival di Sanremo. Carocci Editore, Rom 2011, ISBN 978-88-430-5272-1, S. 220–221.
54. ↑  Serena Facci / Paolo Soddu: Il festival di Sanremo. Carocci Editore, Rom 2011, ISBN 978-88-430-5272-1, S. 224–226, 234.
55. ↑  Serena Facci / Paolo Soddu: Il festival di Sanremo. Carocci Editore, Rom 2011, ISBN 978-88-430-5272-1, S. 223, 230–233.
56. ↑  Serena Facci / Paolo Soddu: Il festival di Sanremo. Carocci Editore, Rom 2011, ISBN 978-88-430-5272-1, S. 235–236.
57. ↑  Serena Facci / Paolo Soddu: Il festival di Sanremo. Carocci Editore, Rom 2011, ISBN 978-88-430-5272-1, S. 245.
58. ↑  Serena Facci / Paolo Soddu: Il festival di Sanremo. Carocci Editore, Rom 2011, ISBN 978-88-430-5272-1, S. 248–250.
59. ↑  Serena Facci / Paolo Soddu: Il festival di Sanremo. Carocci Editore, Rom 2011, ISBN 978-88-430-5272-1, S. 272–274.
60. ↑  Serena Facci / Paolo Soddu: Il festival di Sanremo. Carocci Editore, Rom 2011, ISBN 978-88-430-5272-1, S. 276–277.
61. ↑  Serena Facci / Paolo Soddu: Il festival di Sanremo. Carocci Editore, Rom 2011, ISBN 978-88-430-5272-1, S. 279–281.
62. ↑  Sanremo, crollano gli ascolti. Grande Fratello batte il Festival. In: Repubblica.it. 5. März 2004, abgerufen am 2. August 2019.
63. ↑  Serena Facci / Paolo Soddu: Il festival di Sanremo. Carocci Editore, Rom 2011, ISBN 978-88-430-5272-1, S. 284.
64. ↑  Felice Liperi: Storia della canzone italiana. 2. Auflage. Rai Eri, Rom 2011, ISBN 978-88-397-1505-0, S. 581, 585–590, 634, 636.
65. ↑  Goffredo Plastino: The Big Match: Literature, Cinema, and the Sanremo Festival Deception. In: Dafni Tragaki (Hrsg.): Empire of Song: Europe and Nation in the Eurovision Song Contest. Scarecrow Press, Lanham (Md.) u. a. 2013, ISBN 978-0-8108-8699-5, S. 109–110, 130–131.
66. ↑  Felice Liperi: Storia della canzone italiana. 2. Auflage. Rai Eri, Rom 2011, ISBN 978-88-397-1505-0, S. 634, 636.
67. ↑  Alessandra Vitali: Torna Celentano, vince Emma. Il podio è rosa, con Arisa e Noemi. In: Repubblica.it. 18. Februar 2012, abgerufen am 15. März 2018 (italienisch).
68. ↑  Sanremo, trionfano gli Stadio: “Lo stesso brano scartato nel 2015”. Conti condurrà anche nel 2017. In: LaStampa.it. 14. Februar 2016, abgerufen am 15. März 2018 (italienisch).
69. ↑  Felice Liperi: Storia della canzone italiana. 2. Auflage. Rai Eri, Rom 2011, ISBN 978-88-397-1505-0, S. 637–638.
70. ↑  Italy applied for 2011 Eurovision Song Contest! In: Eurovision.tv. EBU, 2. Dezember 2010, abgerufen am 2. August 2019 (englisch).
71. ↑  Alex Pigliavento: Eurovision 2015: per l’Italia andrà il vincitore di Sanremo! In: Eurofestivalnews.com. 29. September 2014, abgerufen am 2. August 2019.
72. ↑  Sanremo 2016, 5 cose da sapere sugli Stadio - Panorama. Abgerufen am 21. November 2018 (italienisch).
73. ↑  Berenike: Italiens neuer Beitrag für den ESC 2025: „Volevo essere un duro“ von Lucio Corsi. In: esc-kompakt.de. ESC kompakt, 22. Februar 2025, abgerufen am 23. Februar 2025.